# Balmacara Estate
Das Balmacara Estate ist ein über 2500 ha großes Gelände in Lochalsh im Council Area Highland in Schottland, das vom National Trust for Scotland verwaltet wird. Balmacara Estate ist ein Beispiel für ein Crofting Estate, ein Anwesen, bei dem die traditionelle Art des kleinbäuerlichen Landwirtschaftens Schottlands praktiziert wird. Crofting stellt eine nachhaltige Art der Landwirtschaft dar, die seit vielen Jahrhunderten oder gar Jahrtausenden in Schottland praktiziert wurde.
Neben diesen Crofting-Höfen gibt es auf dem Balmacara Estate rund 25 km Wanderwege durch naturbelassene Landschaften mit einer einzigartigen Flora und Fauna. 1987 wurde das Gebiet in das Inventory of Gardens and Designed Landscapes in Scotland aufgenommen. Es gibt zwei Besucherzentren, eines in Balmacara Square und eins in Plockton, die als Ausgangspunkte für Wanderungen genutzt werden können, wo man aber auch Informationen zum Balmacara Estate erhalten kann. Balmacara Square ist auch Standort der The Steadings Gallery, die Ausstellungen lokaler und nationaler Künstler bietet. Im Jahr 2024 betrug die Besucherzahl etwa 49.000 Personen.
Die Gegend ist schon seit mehreren Jahrtausenden besiedelt, was zahlreiche archäologische Funde dort beweisen. Noch existierende Bauwerke zeigen die Entwicklung hin zur gegenwärtigen landwirtschaftlichen Nutzung.